# Beussent
Beussent település Franciaországban, Pas-de-Calais megyében. Lakosainak száma 551 fő (2022. január 1.). Beussent Parenty, Inxent, Montcavrel, Preures, Alette, Bernieulles, Bezinghem, Enquin-sur-Baillons és Hubersent községekkel határos.

## Népesség
A település népességének változása:
| Lakosok száma | 537  | 548  | 559  | 548  | 543  | 539  | 537  | 541  | 551  |
|               | 2013 | 2015 | 2016 | 2017 | 2018 | 2019 | 2020 | 2021 | 2022 |